# John McLaughlin (musicien)
Pour les articles homonymes, voir John McLaughlin et McLaughlin.
John McLaughlin, dit Mahavishnu John McLaughlin, est un guitariste anglais, né le 4 janvier 1942 à Doncaster, dans le Yorkshire.

## Biographie

### Débuts
John McLaughlin commence sa carrière de musicien professionnel au sein des formations de Duffy Power, Graham Bond et Georgie Fame, qui jouent principalement du rhythm and blues. Il enregistre à l'occasion comme musicien de studio pour David Bowie, alors inconnu, mais aussi pour les Rolling Stones.
Avec son vieil ami Jack Bruce, qu'il connaissait depuis l'époque du Graham Bond Organisation, ils enregistrent en 1968 l'album Things We Like (en), qui ne sera toutefois publié que deux ans plus tard, mais qui lui permet d'aller aux États-Unis, ce qui sera un tournant dans sa carrière.
John enregistre son premier album, Extrapolation, en 1969 en compagnie du saxophoniste John Surman, du bassiste Brian Odges et du batteur Tony Oxley. C'est un album de jazz où McLaughlin présente déjà une certaine originalité en tant que compositeur.
À la demande de Tony Williams, il s'installe aux États-Unis en février 1969 afin de rejoindre le nouveau groupe du batteur, The Tony Williams Lifetime, qui comprend en outre Larry Young à l'orgue.

### Jazz-rock
L'enregistrement de l'album In a Silent Way de Miles Davis marque un tournant dans sa carrière. Il devient un acteur essentiel du jazz-rock naissant, dans lequel il joue un rôle considérable.
En mars 1969, il rencontre Jimi Hendrix lors d'une jam session au Record Plant avec Dave Holland à la basse et Buddy Miles à la batterie. Des longues heures de jam évoquées dans les différents témoignages de la rencontre, il ne reste (à ce jour) qu'une demi-heure enregistrée. Celle-ci est constituée d'une jam autour du thème Driving South d'une dizaine de minutes où les deux hommes alternent les soli, d'un blues d'un peu plus d'un quart d'heure puis de quelques tentatives de mises en place informelles lors des dernières minutes.
John enregistre ensuite Emergency!, le premier album du Tony Williams Lifetime puis l'album Bitches Brew, de Miles Davis, deux albums majeurs du jazz-rock naissant.
Avec les mois, l'influence de Jimi Hendrix sur son jeu devient plus importante. Il utilise désormais divers effets rapprochant son timbre des musiciens de rock. En février 1970, il enregistre son deuxième album solo, Devotion produit par Alan Douglas, un proche de Hendrix, en compagnie de Buddy Miles, le batteur de Band of Gypsys, de Larry Young et de Billy Rich. Le terme jazz-rock prend ici tout son sens : McLaughlin mélange en effet les harmonies du jazz moderne avec le son et les rythmes de la musique rock.
Turn It Over, le second album du Tony Williams Lifetime (alors rejoint par Jack Bruce) et A Tribute to Jack Johnson, le manifeste rock de Miles Davis confirme l'évolution du guitariste. Il fait aussi une apparition remarquée sur le triple album Escalator over the Hill de Carla Bley en compagnie de Jack Bruce et Paul Motian.
En 1971, Alan Douglas produit My Goal's Beyond (en), un album où McLaughlin joue de la guitare acoustique. Une face de l'album montre l'attirance du guitariste pour les musiques extra-occidentales. En compagnie de Jerry Goodman, David Liebman, Charlie Haden, Billy Cobham, Airto Moreira et Badal Roy, il grave deux longues plages modales préfigurant les fusions que le jazz ne cesse ensuite de développer avec les musiques du monde dans les années qui suivent.

### Mahavishnu Orchestra
Il forme le Mahavishnu Orchestra au début des années 1970, avec le violoniste Jerry Goodman, le claviériste Jan Hammer, le bassiste Rick Laird et le batteur Billy Cobham. Le groupe grave The Inner Mounting Flame puis Birds Of Fire, deux albums considérés comme étant des classiques du jazz-rock. La musique du Mahavishnu Orchestra se caractérise par une virtuosité technique d'autant plus remarquable qu'elle est combinée à une écriture complexe : les mesures impaires et la polytonalité sont présentes sur une majeure partie du matériel enregistré par le groupe.

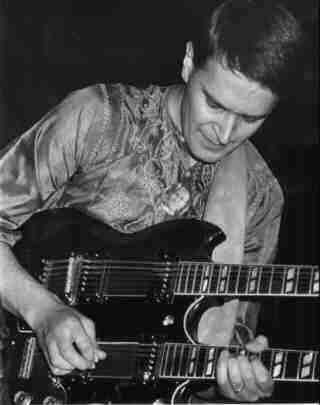
John McLaughlin en 1973

En 1972, il enregistre Love Devotion Surrender en compagnie de Carlos Santana, où les deux hommes jouent un répertoire très coltranien. Outre le premier mouvement de A Love Supreme, qu'ils sont les premiers à reprendre sur disque, ils enregistrent Naima et Let us Go Into the House of the Lord, un titre associé à Pharoah Sanders. L'album sera suivi en 1973 d'une tournée qui ne donnera malheureusement pas lieu à un Live officiel : les enregistrements pirates de la tournée montrent pourtant une musique supérieure à celle de l'album studio.
En 1973, les rapports au sein du Mahavishnu se dégradent considérablement, conduisant John à ne pas sortir le troisième album studio du groupe pourtant déjà bien avancé (il ne sera publié qu'en 1999 sous le titre de The Lost Trident Sessions). À la place, John publie un live, Between Nothingness And Eternity, généralement considéré comme inférieur aux précédents albums du groupe.
En 1974, John continue l'aventure du Mahavishnu, mais avec un groupe entièrement remanié : il comprend désormais Jean-Luc Ponty au violon, Ralphe Armstrong à la basse et Narada Michael Walden à la batterie. Le premier album du groupe, Apocalypse, produit par George Martin, combine le groupe avec un grand orchestre. L'album suivant, Visions of the Emerald Beyond (avec Gayle Moran aux claviers) présente un jazz-rock plus classique, mais globalement moins inspiré que les premiers albums. Le dernier effort du groupe, Inner Worlds, est décevant et marque la fin du Mahavishnu Orchestra.
En 2018, John donne une série de concerts en hommage au Mahavishnu Orchestra,.

### Shakti
En 1975, John délaisse la guitare électrique pour se concentrer sur l'étude de la musique indienne et fonde Shakti, en compagnie de Zakir Hussain, qui publiera trois albums remarquables. John joue alors sur une guitare avec un manche scallopé, et possédant des cordes sympathiques lui permettant de se rapprocher de la sonorité d'un sitar. Le premier album du groupe, Shakti With John McLaughlin, présente un concert de 1975 où McLaughlin rivalise de virtuosité avec L. Shankar, violoniste du groupe. Le disque montre l'impressionnant travail d'appropriation de la musique indienne effectué par McLaughlin.
A Handful Of Beauty et Natural Elements, les deux albums suivants de Shakti, présentent une synthèse de l'Orient et de l'Occident avec une part d'écriture plus importante que le premier opus du groupe, où l'improvisation primait.
Shakti est une formation qui perdure au fil des années essentiellement par l'intermédiaire des concerts.

### Carrière en solo

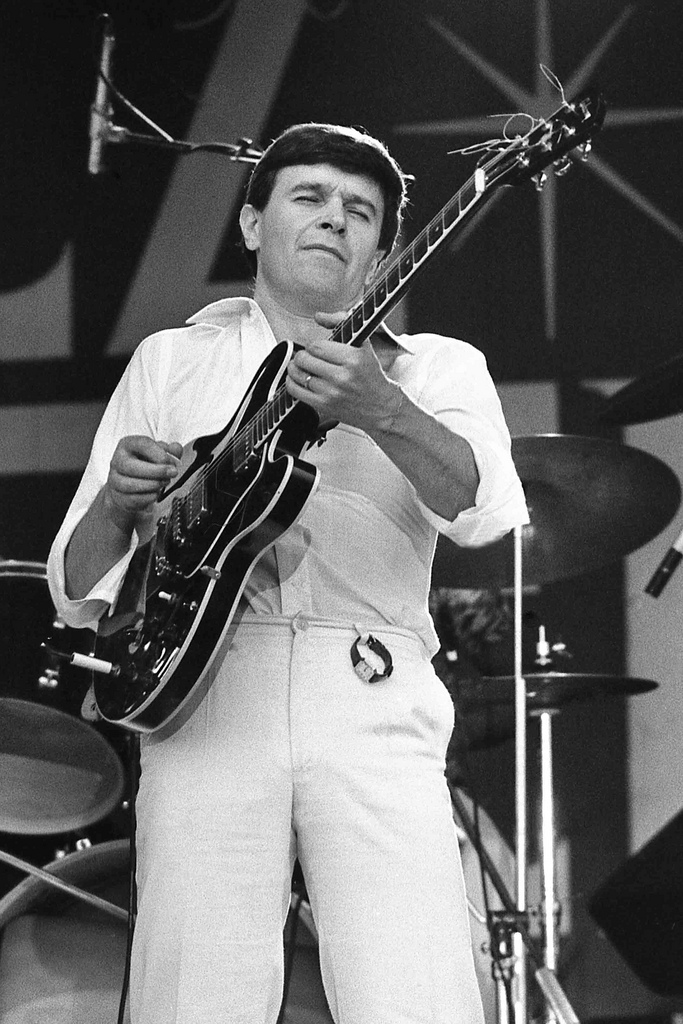
John McLaughlin avec le One Truth Band, au festival Jazz Bilzen en Belgique, 1978.

En 1978 il renoue avec la guitare électrique pour Electric Guitarist, qui est une sorte de résumé de sa carrière : il y enregistre avec certains membres du Mahavishnu Orchestra, Carlos Santana et même avec Jack Bruce et Tony Williams. Il crée la même année le « One Truth Band », groupe qui comprend toujours L. Shankar au violon, Stu Goldberg aux claviers, Fernando Saunders à la basse et Tony « Thunder » Smith à la batterie (tous deux remplacés ponctuellement par T.M. Stevens à la basse et « Sunship » Theus à la batterie). Il enregistre avec cette formation Electric Dreams qui paraitra en 1979.
En 1979, il monte un autre groupe éphémère, « Trio of Doom », avec Jaco Pastorius et Tony Williams. C'est à l'époque que les troubles mentaux de Pastorius se développent : l'expérience est un fiasco total. Le seul album du groupe sera publié en 2007.
Au début des années 1980, il collabore avec les guitaristes Paco de Lucía et Al Di Meola. Le trio publie l'album Friday Night in San Francisco, un immense succès commercial où les trois hommes rivalisent de virtuosité technique.
Il reforme une nouvelle version du Mahavishnu Orchestra dans les années 1980, mais qui ne rencontrera pas le même succès que par le passé.
En 1986 il apparaît au côté de Dexter Gordon dans le film Autour de minuit ('Round Midnight) de Bertrand Tavernier. En 1988 il enregistre son Mediterranean Concerto en soliste avec le London Symphony Orchestra sous la direction de Michael Tilson Thomas, ainsi que, sur le même disque, cinq duos avec sa compagne d'alors, la pianiste classique Katia Labèque.
En 1993, il publie un hommage à Bill Evans dont il écrit les arrangements (Time Remembered), disque qu'il enregistre avec un quatuor de guitare, Aighetta Quartet. Après un album live où il joue dans le cadre d'un trio jazz (Tokyo Live), il publie After The Rain, un album en hommage à John Coltrane en compagnie d'Elvin Jones.
The Promise (1995) reprend un peu le même concept que l'album Electric Guitarist, avec d'autres invités de marque, comme Jeff Beck.
Il reforme ensuite son trio avec Al Di Meola et Paco de Lucía puis renoue avec Zakir Hussain dans le cadre de « Remember Shakti », où il officie cette fois-ci à la guitare électrique.
En 2007, avec Zakir Hussain, le groupe Shakti  et Loten Namling, il participe à concert de charité donné lors de la visite du dalaï-lama à Hambourg.

### Vie privée
Il a été marié à Sue, avec qui il a eu un fils né en 1966. Il a ensuite épousé Eve Kolosky tandis qu'il était disciple de Sri Chinmoy. Il a ensuite vécu avec la pianiste française Katia Labèque qui a été parfois un membre de son groupe. En 2017 il a épousé sa quatrième épouse, Ina Behrend, avec qui il a un fils en 1998. Depuis la fin des années 1980, il vit à Monaco.
John McLaughlin parle le français.

## Matériel
John McLaughlin a utilisé de nombreuses guitares, électriques (Gibson Johnny Smith, Gibson Byrdland (en)...) ou acoustiques (plusieurs Ovations, plusieurs guitares fabriquées spécialement par le luthier Abraham Wechter). Il a notamment joué sur une Gibson EDS-1275 (à double manche, 6 et 12 cordes) entre 1971 et 1973, lors des premières années du Mahavishnu Orchestra.
John McLaughlin est le premier guitariste électrique (avant Ritchie Blackmore ou Yngwie Malmsteen) à jouer d'une guitare à manche « scallopé », c'est-à-dire au bois creusé entre les frettes. Cette guitare, inspirée du sitar, lui permet de réaliser des « bends » au-delà de ce que permet une guitare ordinaire, y compris sur des accords, comme on peut par exemple l'entendre sur Electric Guitarist. Sa première guitare scallopée, une Gibson ES-345, date de l'époque du Mahavishnu Orchestra. À l'époque de Shakti, il utilise une guitare scallopée à 13 cordes, construite par Abraham Wechter à partir d'une Gibson J-200.
En 1985 et 1986, avec le Mahavishnu Orchestra, il jouait une Gibson Les Paul Sunburst 1958, échangée dans les années 90 à Paris contre 3 Johnny Smith. Cette guitare peut être vue dans de nombreuses vidéos, comme dans le film Festival Jazz Antibes-Juan Les Pins 19-27 juillet 1986 ainsi qu'au North Sea Jazz Festival de 1986
Très au fait des innovations technologiques, John McLaughlin s'est très tôt intéressé aux guitares synthétiseur (Roland, Axon...) Dans les années 1990, il a troqué ses amplis Marshall pour un Sony DPS-M7 Digital Sonic Modulator, remplacé au début des années 2000 par un système utilisant une guitare Godin branchée en MIDI, avec le logiciel Logic Pro.

## Discographie
Les dates présentées ici sont les dates de publication des albums, et non celles de leur enregistrement.

### En tant que leader
- 1969 : Extrapolation (en)
- 1970 : Devotion (en)
- 1970 : My Goal's Beyond (en)
- 1978 : Electric Guitarist
- 1979 : Electric Dreams (en)
- 1981 : Belo Horizonte (en)
- 1982 : Music Spoken Here (en)
- 1988 : The Mediterranean (Sony)
- 1990 : Live at the Royal Festival Hall (en) (JMT)
- 1992 : Qué Alegría (en)
- 1993 : Time Remembered: John McLaughlin Plays Bill Evans (en)
- 1993 : Compact Jazz (Polygram)
- 1994 : Tokyo Live (en) (Verve)
- 1994 : After the Rain (en)
- 1995 : The Promise (en)
- 1997 : The Heart of Things (en)
- 2000 : The Heart of Things: Live in Paris (en) (PolyGram)
- 2003 : Thieves and Poets (en)
- 2003 : The Montreux Concerts (Warner Music)
- 2006 : Industrial Zen (en), avec Hadrien Féraud, Gary Husband, Mark Mondesir
- 2008 : Floating Point (en), avec Hadrien Féraud
- 2010 : To the One (en), John Mclaughlin and the 4th Dimension, avec Gary Husband, Etienne Mbappé et Mark Mondesir
- 2012 : Now Here This (en), John Mclaughlin and the 4th Dimension
- 2014 : The Boston Record (Abstract Logix)
- 2015 : Black Light (en), John Mclaughlin and the 4th Dimension
- 2021 : Liberation Time (en), John Mclaughlin and the 4th Dimension

### Albums en tant que co-leader
Avec John Surman, Dave Holland, Karl Berger et Stu Martin
- 1971 : Where Fortune Smiles (en) (Dawn)

Avec Carlos Santana
- 1973 : Love, Devotion, Surrender (Columbia-CBS)
- 2011 : Invitation to Illumination Live at Montreux (Eagle Vision)

Avec Al Di Meola et Paco de Lucía
- 1981 : Friday Night in San Francisco (Columbia/Philips)
- 1983 : Passion, Grace and Fire (en) (Philips)
- 1996 : The Guitar Trio (en) (Verve)

Avec Jaco Pastorius et Tony Williams
- 2007 : Trio of Doom (Columbia Records, enregistré en 1979)

Avec Chick Corea
- 2009 : Five Peace Band Live (en) (Concord)

Avec Jimmy Herring
- 2018 : Live in San Francisco (Abstract Logix)

### AvecMahavishnu Orchestra
- 1971 : The Inner Mounting Flame
- 1973 : Birds of Fire
- 1973 : Between Nothingness and Eternity
- 1974 : Apocalypse
- 1975 : Visions of the Emerald Beyond
- 1975 : Inner Worlds
- 1984 : Mahavishnu
- 1986 : Adventures in Radioland
- 1999 : The Lost Trident Sessions

### AvecShakti
- 1976 : Shakti with John McLaughlin
- 1977 : A Handful of Beauty
- 1977 : Natural Elements

### AvecRemember Shakti
- 1999 : Remember Shakti (en)
- 2000 : Remember Shakti – The Believer (en)
- 2001 : Remember Shakti – Saturday Night in Bombay (en)
- 2004 : Live at 38th Montreux Jazz Festival, 18 July 2004

### En tant qu'invité
Avec Twice as Much (en)
- 1966 : Own Up (Immediate), sous le nom de John McClochlin[24]

Avec Gordon Beck
- 1968 : Experiments with Pops (Majro Minor)[25]

Avec Miles Davis
- 1969 : In a Silent Way
- 1970 : Bitches Brew
- 1971 : A Tribute to Jack Johnson
- 1971 : Live-Evil
- 1972 : On the Corner
- 1974 : Big Fun
- 1974 : Get Up with It
- 1979 : Circle in the Round
- 1981 : Directions
- 1985 : You're Under Arrest
- 1989 : Aura

Avec David Bowie
- 1970 : The World of David Bowie - Guitare sur Karma Man et Let Me Sleep Beside You
- 1997 : The Deram Anthology 1966–1968 - Guitare sur Karma Man

Avec Tony Williams Lifetime
- 1969 : Emergency! (en)
- 1970 : Turn It Over

Avec Wayne Shorter
- 1969 : Super Nova (en)
- 1974 : Moto Grosso Feio (en)

Avec Sandy Brown and His Gentleman Friends
- 1969 : Hair at Its Hairiest

Avec Miroslav Vitouš
- 1969 : Infinite Search (en)
- 1970 : Purple
- 2003 : Universal Syncopations (en)

Avec Jack Bruce
- 1970 : Things We Like (en) (enregistré en 1968)

Avec Joe Farrell
- 1970 : Joe Farrell Quartet (en) (sur 2 morceaux)

Avec Duffy Power (en)
- 1970 : Innovations

Avec The Graham Bond Organisation
- 1970 : Solid Bond

Avec Larry Coryell
- 1970 : Spaces (en)
- 1975 : Planet End (en)

Avec Carla Bley et Paul Haines
- 1971 : Escalator over the Hill

Avec James Taylor
- 1972 : One Man Dog (en)

Avec Carlos Santana
- 1973 : Welcome
- 2001 : Divine Light: Reconstructions & Mix Translation avec Bill Laswell
- 2007 : Hymns for Peace: Live at Montreux 2004

Avec Stanley Clarke
- 1975 : Journey to Love
- 1976 : School Days

Avec Paco de Lucía
- 1981 : Castro Marín

Avec Bill Evans
- 1985 : The Alternative Man

Avec Herbie Hancock
- 1986 : Round Midnight (soundtrack) (en)

Avec Dexter Gordon
- 1986 : Other Side of Round Midnight

Avec Zakir Hussain
- 1987 : Making Music

Avec Katia et Marielle Labèque
- 1990 : Love of Colours

Avec Leni Stern (en)
- 2002 : Finally the Rain Has Come

Avec Ithamara Koorax (en)
- 2002 : Someday

### Musique de films
- 1995 : Molom - A Legend Of Mongolia

## Distinctions
- En 1994, John McLaughlin se voit attribuer le prix Miles-Davis par le Festival international de jazz de Montréal.
- En 2024, l'astéroïde (197200) Johnmclaughlin est nommé en son honneur[26].